# Telerad

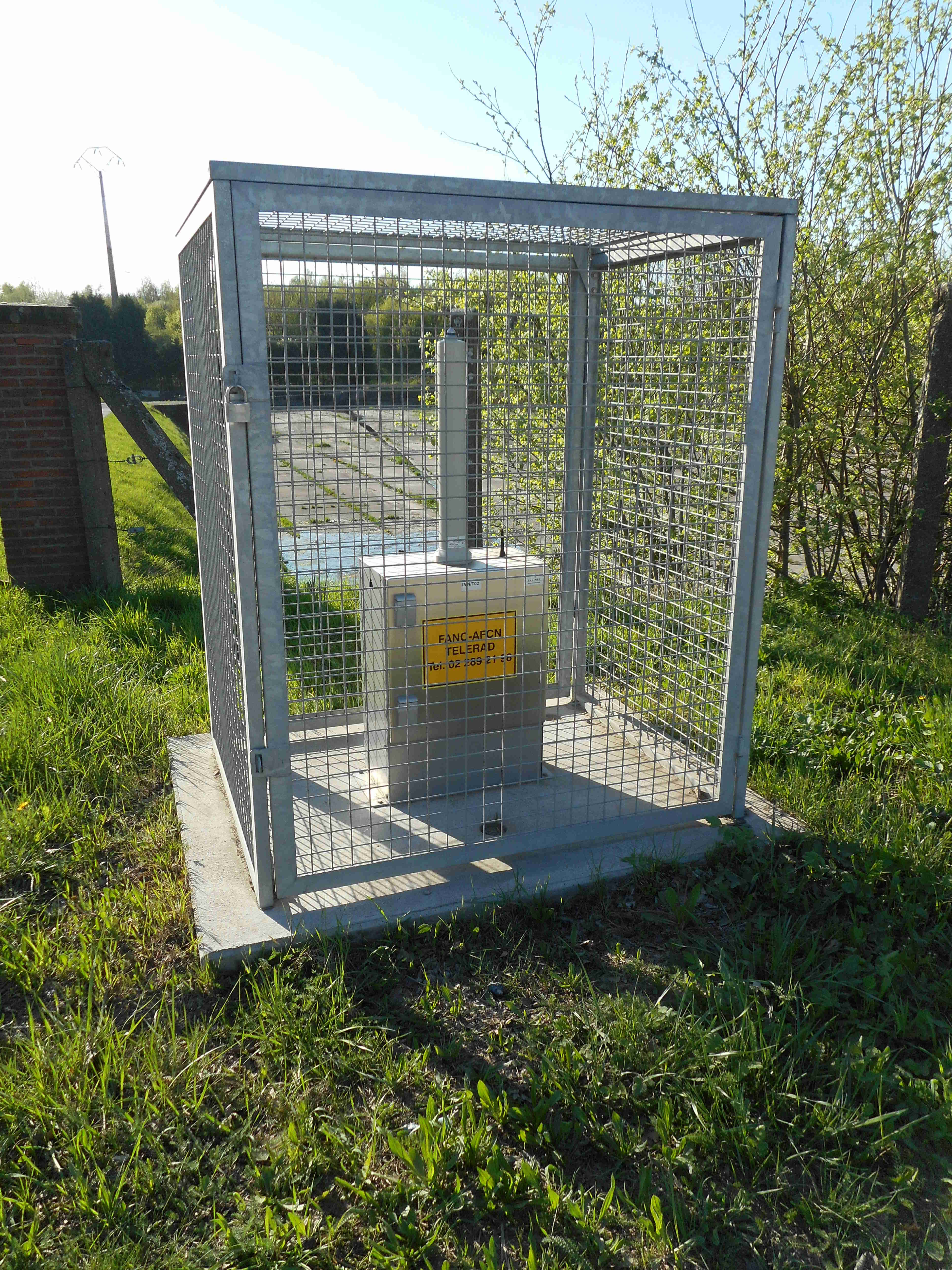
Balise Telerad IMN/T02 à Bierset.

Telerad est le réseau national belge de surveillance de la radioactivité ambiante depuis 1993. Il comporte plus de 220 balises réparties sur tout le territoire. 81 balises (IMN) quadrillent la Belgique avec des mailles de 20 kilomètres de côté. Les sites nucléaires (Doel, Mol, Tihange, Fleurus) sont ceinturés de 58 balises (IMR) disposées sur la clôture des installations. Les agglomérations proches de ces sites (plus Chooz) sont également équipées de 50 balises (IMA, IMAM, IMAL). Les mesures sont envoyées toutes les 10 minutes au Centre Fédéral de Calcul (CFC) à Bruxelles.
Il est géré par l'Agence Fédérale de Contrôle Nucléaire (AFCN) qui dépend du ministère de l'Intérieur.

## Radioactivité ambiante (IMN, IMA, IMR)
La plupart des balises ne mesurent que la radioactivité ambiante. Elle est mesurée grâce à deux détecteurs proportionnels redondants. Ils sont disposés en 'V' pour améliorer la détection quelle que soit l'incidence du rayonnement. Un compteur Geiger-Müller haute dose complète le dispositif. Un algorithme prend en compte les trois détecteurs et produit une mesure comprise entre 10 nSv/h et 10 Sv/h. Les balises IMN et IMA sont également équipées d'un détecteur de pluie.
Depuis la mise à jour du réseau en 2010, les balises IMR sont de type "spectro-gamma" qui permettent de mesurer précisément les isotopes présents lors de la mesure.

## Radioactivité des aérosols (AER, IOD)
25 m3/h sont passés au travers d'un filtre papier qui est ensuite analysé par un détecteur à scintillation ZnS/plastique alpha/bêta. Un dérouleur de papier assure 6 mois d'autonomie.
Lorsque le niveau de particules bêta atteint un certain seuil, le filtre à charbon actif du détecteur IOD est changé et celui-ci est mis en fonctionnement. 3 m3/h d'air préchauffé envoyés sur le charbon actif et analysé par un détecteur à scintillation NaI. Les filtres sont changés toutes les sept heures.

## Spectrométrie gamma (GAM)
Mol, Fleurus et le CFC de Bruxelles analysent les filtres AER avec un détecteur au germanium.

## Radioactivité des rivières (IMW)
Elles sont équipées d'un système complexe de prélèvements continus et de détecteurs à scintillation NaI. Les prélèvements journaliers sont récoltés chaque semaine pour être analysés dans un des laboratoires fédéraux.

## Balises mobiles (MOB)
Les balises mobiles sont conçues pour être indépendantes (un mois d'autonomie par batteries ou plus par cellules photovoltaïques) et transmission des mesures par radio UHF dans un rayon de 20 km. Elles sont équipées de détecteurs Geiger-Müller de gammes 10 nSv/h à 1 mSv/h et 100 µSv/h à 1 Sv/h.
Depuis 2008 de nouveaux modèles sont utilisés par l'AFCN. Ceux-ci ont une autonomie de 4 ans et communiquent par GPRS.
Elles sont en fonctionnement permanent et prêtes à être déployées selon les besoins (alarmes, mesures, campagnes, tests, etc.)

## Polémiques
Le bon fonctionnement de ce réseau de télésurveillance a été plusieurs fois mis en doute.
Par souci de transparence, l'agence fédérale de contrôle nucléaire a organisé des campagnes de tests et des conférences de presse montrant en direct le bon fonctionnement du réseau, et la réactivité en cas d'alarme.

### Tihange
Le 1er février 2000, sur ordre de la bourgmestre hutoise, Anne-Marie Lizin, le commandant des pompiers dispose une source radioactive médicale aux abords d'une des balises proches de la centrale nucléaire de Tihange sans provoquer de réaction du côté Telerad alors que la balise a bien mesuré une augmentation importante de la radioactivité (passage de 0,12 µSv/h à 120 µSv/h). La bourgmestre et sénatrice interpelle le gouvernement au sujet de la sécurité de ses administrés, voisins de la centrale. Il lui est répondu que la radioactivité observée à Huy à cette occasion n'a pas dépassé 0,12 µSv.

### Fleurus
Le 25 août 2008, l'Institut national des RadioÉléments (IRE) à Fleurus reconnaît un incident ayant provoqué un rejet d'iode-131, par une cheminée, estimée à 45 gigabecquerel (incident provisoirement évalué à 3 sur l'échelle de l'INES) sans que le réseau Telerad ait rien détecté. L'émission, longue, mais de faible intensité serait passée sous le seuil de détection.